# Coda (альбом Led Zeppelin)
| Совокупная оценка                | Совокупная оценка |
| Источник                         | Оценка            |
| -------------------------------- | ----------------- |
| Metacritic                       | 78/100            |
| Оценки критиков                  |                   |
| Источник                         | Оценка            |
| AllMusic                         | [ 2 ]             |
| Robert Christgau                 | B+                |
| Classic Rock                     | 7/10              |
| Collector's Guide to Heavy Metal | 8/10              |
| The Daily Telegraph              | [ 6 ]             |
| MusicHound                       | 3/5               |
| Pitchfork                        | 7.3/10            |
| Q                                | [ 9 ]             |
| Rolling Stone                    | [ 10 ]            |
| The Rolling Stone Album Guide    | [ 11 ]            |

Coda — девятый и последний студийный альбом британской рок-группы Led Zeppelin, выпущенный 19 ноября 1982 года лейблом Swan Song спустя два года после того, как группа перестала существовать в результате смерти барабанщика Джона Бонэма.
Альбом представляет собой сборник композиций, записанных в разное время в период с 1970 по 1978 год с дополнительными партиями Пэйджа, который и был инициатором выпуска альбома.
Альбом не смог прибавить ничего к репутации группы. В 1993 году была выпущена коллекция всех студийных альбомов группы - The Complete Studio Recordings, в которой был выпущен данный альбом с добавлением четырёх редких песен. Три из них ранее публиковались на сборнике "Led Zeppelin Boxed Set" в 1990 году и одна на сборнике "Led Zeppelin Boxed Set 2" в 1993, который был выпущен на 3 дня раньше, чем коллекция всех студийных альбомов. В 2007 году была выпущена очередная коллекция Definitive Collection of Mini-LP Replica CDs boxed set с теми же песнями.

## История и содержание
Гитарист и продюсер группы Джимми Пэйдж пояснил, что часть доводов к тому, чтобы выпустить этот альбом, связана с популярностью неофициальных бутлегов Led Zeppelin, которые продолжали распространяться между фанатами группы:
Coda был выпущен в основном потому, что было много бутлегов. Мы подумали: «Хорошо, если есть такой большой интерес, то мы можем выпустить остальные наши студийные записи».
Вместе с тем, согласно книге Hammer of the Gods, группа имела своего рода долг перед Atlantic Records на выпуск ещё одного альбома. По контракту музыканты должны были записать с лейблом 6 альбомов, но сделали только 5, так как далее они основали свой собственный лейбл Swan Song в 1974 году. Итак, альбом Coda можно рассматривать как выполнение контрактных обязательств.
Слово кода — это музыкальный термин, который означает возможный дополнительный раздел в конце музыкальной композиции, который не зависит от основной части. Поэтому это название лучше подходило для альбома. Говорят, что его предложил Джон Пол Джонс.
Альбом открывает «We’re Gonna Groove», которая, в соответствии с заметкой, была записана в Morgan Studios в июне 1969 года. Её также можно было услышать 9 января 1970 года на концерте в Роял Альберт Холл. В той версии оригинальные гитарные партии были заменены.
«Poor Tom» записана во время работы над Led Zeppelin III. Однако по поводу барабанной партии были некоторые недоразумения. Она звучит как металлическое кольцо, и фаны были удивлены, действительно ли песня так завершалась в течение сессии до Led Zeppelin III, или его специально так отредактировали для Coda.
«I Can’t Quit You Baby» взята из того же самого концерта, что и «We’re Gonna Groove», но обозначена как репетиционная версия. Она отредактирована так, чтобы избавиться от шума толпы на записи и полного ощущения «живой» записи; начало и конец вырезаны, так же как и средняя часть композиции. Звуки толпы заглушаются при многопоточном записи фонограмм, так же как и для «We’re Gonna Groove».
«Walter’s Walk» записана в 1972 году во время работы над Houses of the Holy, хотя продолжаются определённые споры о записи вокала Роберта Планта. Скорее всего, он был наложением записан позже, но считается, что он записан в начале 1980-х, возможно, непосредственно во время работы над Coda, и даже гитарные партии данной композиции похожи по тональности на «We’re Gonna Groove»).
«Ozone Baby», «Darlene», и «Wearing and Tearing» — композиции из сессий для альбома In Through the Out Door (1978 год). Хотя звук ударных записан с большим эхом, чем в In Through the Out Door.
«Bonzo’s Montreux» — это барабанное соло, записанное Джоном Бонэмом ещё в 1976 году в швейцарском Монтрё. К нему Пейдж добавил электронные эффекты. Эта композиция позже будет включена в бокс-сеты и соединена с другим соло Бонэма — «Moby Dick» в первом бокс-сете 1990, и как отдельная композиция во втором 1993 года.
Пародийная кавер-группа Dread Zeppelin выпустила в 2007 году альбом Bar Coda, обыгрывая название этого альбома.

### Конверт
Альбом имеет достаточно простую обложку по сравнению с предыдущими работами группы. На лицевой стороне конверта указано название альбома и исполнителя, на задней стороне список композиций и фотография полей в пустынях арабских стран.
Внутренняя сторона конверта содержит подборку фотографий членов группы от первых дней до последнего года существования Led Zeppelin. Большое фото на правой стороне изображает их, скорее всего, аплодируя, сделанное за день до концерта в Небворти в 1979 году. Однако участники группы были недовольны фотографией, и с той фотографии остались лишь изображения членов группы. Фон этой фотографии — это поле недалеко от дома Бонэма в Чеддесли Корбет, Вустершир, Англия.

## Список композиций
Авторы Джимми Пэйдж и Роберт Плант кроме отмеченных
1. We’re Gonna Groove (Бен Кинг, Джеймс Бетеа) — 2:38
2. Poor Tom — 3:02
3. I Can’t Quit You Baby (Вилли Диксон) — 4:18
4. Walter’s Walk — 4:31
5. Ozone Baby — 3:35
6. Darlene (Бонэм/Джонс/Пэйдж/Плант) — 5:07
7. Bonzo’s Montreux (Джон Бонэм) — 4:18
8. Wearing and Tearing — 5:29

### Бонус-треки 1993 и 2007 года
1. Baby Come On Home (запись 1968) (Б. Бёрнс/Пэйдж/Плант) — 4:29
2. Travelling Riverside Blues (запись 1969) (Р. Джонсон/Пэйдж/Плант) — 5:11
3. White Summer/Black Mountain Side (концертная запись, июнь 1969) (Пэйдж) — 8:09
4. Hey, Hey, What Can I Do (запись 1970, вышла на b-side сингла «Immigrant Song») (Бонэм/Джонс/Пэйдж/Плант) — 3:56

## Чарты
Альбом
| Чарт(1982–83)                             | Позиция |
| ----------------------------------------- | ------- |
| Australian Kent Music Report Albums Chart | 9       |
| Canadian RPM Top 100 Albums Chart         | 3       |
| French Albums Chart                       | 18      |
| Japanese Albums Chart                     | 16      |
| New Zealand Top 50 Albums Chart           | 7       |
| Norwegian Albums Chart                    | 18      |
| UK Albums Chart                           | 4       |
| US Billboard 200 Albums Chart             | 6       |
| West German Albums Chart                  | 43      |
| Чарт (2015)                               | Позиция |
| Swiss Albums Chart                        | 12      |

Синглы
| Год  | Сингл        | Чарт                      | Позиция |
| ---- | ------------ | ------------------------- | ------- |
| 1982 | "Darlene"    | Billboard Mainstream Rock | 4       |
| 1982 | "Ozone Baby" | Billboard Mainstream Rock | 14      |
| 1982 | "Poor Tom"   | Billboard Mainstream Rock | 18      |

## Сертификации
| Регион                                                      | Сертификация | Продажи    |
| ----------------------------------------------------------- | ------------ | ---------- |
| Великобритания (BPI)                                        | Серебряный   | 60 000^    |
| США (RIAA)                                                  | Платиновый   | 1 000 000^ |
| ^ Данные о тиражах приведены только на основе сертификации. |              |            |

## Участники записи
Led Zeppelin
- Джимми Пейдж — гитара, продюсер
- Роберт Плант — вокал, бубен, губная гармошка
- Джон Пол Джонс — клавишные, бас-гитара
- Джон Бонэм — барабаны

Технический персонал
- Питер Грант — исполнительный продюсер
- Стюарт Эппс, Энди Джонс, Эдди Крамер, Вик Мейли, Лиф Мейсис, Джон Тимперли — звукоинженеры